# Абдулкадір Хассан
Абдулкадір Хассан Мохамед (араб. عبد القادر حسن, нар. 15 квітня 1962) — еміратський футболіст, що грав на позиції воротаря за клуб «Аль-Шабаб» (Дубай), а також національну збірну ОАЕ, у складі якої був учасником двох кубків Азії і чемпіонату світу 1990 року.

## Клубна кар'єра
На клубному рівні грав за дубайський «Аль-Шабаб». 

## Виступи за збірну
Був гравцем національної збірної ОАЕ. У її складі був учасником кубка Азії 1984 року в Сінгапурі, чемпіонату світу 1990 року в Італії та кубка Азії 1992 року в Японії.